# Huisgenoot
Huisgenoot (le Compagnon de la maison en afrikaans) est un magazine hebdomadaire d'Afrique du Sud publié le samedi. Avec plus de 2 millions de lecteurs estimés chaque semaine, il est le magazine sud-africain le plus diffusé d'Afrique du Sud juste devant YOU (en), sa version sœur en langue anglaise. 
Les rédactions de Huisgenoot, You et Drum (destiné spécifiquement à un lectorat noir) sont toutes trois dirigées par Esmaré Weideman. Les trois magazines sont publiés par Media24, une filiale du groupe de presse  Naspers et diffusés à un million d'exemplaires chaque semaine. 
Huisgenoot est un magazine consacré à la mode, au bien-être, à la consommation et aux loisirs. 

## Historique
Le magazine a été fondé en 1916 sous le titre De Huisgenoot par le tout nouveau groupe de presse Nasionale Pers. En prenant un thème général, il était destiné à soutenir financièrement la parution de Die Burger, le quotidien politique nationaliste principal du groupe Nasionale Pers. Édité en langue afrikaans, il devait également inspirer, informer et divertir les Afrikaners. 
La cause du nationalisme afrikaner domina le contenu du journal pendant les premières décennies de parution du journal. À partir des années 1950, les thèmes se firent moins politiques et plus consensuels encore afin d'élargir le lectorat. Après avoir souvent fait la couverture de ses numéros avec des héros de l'historiographie Afrikaner ou des hommes politiques nationalistes, le journal préféra éditer des couvertures et des reportages consacrés aux stars du monde du cinéma, plus particulièrement les stars féminines des années 1950 et 1960. 
Le titre lui-même évolua. De Huisgenoot (écrit en néerlandais) devint Die Huisgenoot (en afrikaans) puis en 1977 tout simplement Huisgenoot.
À la fin des années 1970, le magazine apparait démodé pour les jeunes générations et son lectorat diminue dramatiquement laissant entrevoir la faillite du magazine. En 1978, le nouveau rédacteur en chef, Niel Hammann, décide alors de transformer le magazine en un style plus populaire. En quelques années, le magazine multiplie ses ventes passant de 140 000 à 500 000 exemplaires vendus chaque semaine. 
À la fin des années 2000, il reste le magazine le plus lu d'Afrique du Sud. 